# Andronov (Mondkrater)
Andronov ist ein kleiner Einschlagkrater im inneren südwestlichen Wall des Kraters Gagarin. Er liegt auf der Südhalbkugel der Mondrückseite und kann von der Erde aus nicht direkt beobachtet werden. Westlich außerhalb des Walls von Gagarin befindet sich der Krater Levi-Civita.
Andronov ist im annähernd kreisrund und schüsselförmig mit einem kleinen zentralen Kraterboden. In seiner nördlichen Innenwand zeichnet sich ein Minikrater ab. Davon abgesehen ist die Formation wenig bemerkenswert und gleicht in ihrem Erscheinungsbild einer Vielzahl von kleinen Mondkratern.